# Esteve Canals
Esteve Canals o Étienne Canals (Palau del Vidre, 18 de gener del 1888 - 29 d'octubre del 1971) va ser un farmacèutic i estudiós nord-català.

## Biografia
Es doctorà en farmàcia (1916) i ciències físiques (1920) a la universitat de Montpeller.
Va ser professor (era agregat els anys 1925-1926, si més no) i degà de la Facultat de Farmàcia de Montpeller (ho era el 1959). També exercí de Farmacèutic en Cap dels Hospitals de Montpeller (1920-1921) i Inspector principal de farmàcies (1927-1941).
El 1953, i juntament amb Pietro Mascherpa de la universitat de Pavia i Ramón San Martín de la universitat de Barcelona fundà la Societat Farmacèutica de la Mediterrània Llatina, que presidí del 1954 al 1958. Va ser membre corresponent d'institucions acadèmiques de prestigi, com l'Institut d'Estudis Catalans (des del 1958), l'Acadèmia Nacional de Farmàcia de França i l'Acadèmia de Farmàcia de París. Hom el designà membre del Comitè Consultiu de l'Ensenyament Superior, de la Comissió de Reforma dels Estudis de Farmàcia i del Consell d'Higiene de l'Hérault.
D'entre les distincions que rebé hi ha els graus d'oficial de la Legió d'Honor (1957) i d'Instrucció Pública (1929), els títols de cavaller de l'orde de la Sanitat Pública francesa (1954) i de comanador de la Sanitat Pública espanyola (1956). Va ser acadèmic d'honor de la Reial Acadèmia de Farmàcia de Catalunya i l'Académie nationale de médecine li atorgà el Premi Bordier de física mèdica. En record seu, la "Sociedad Farmacéutica del Mediterráneo Latino" convoca biennalment la "Medalla Canals", que premia els socis que han destacat per la seva tasca en pro de la Sociedad. L'ajuntament de Palau del Vidre li dedicà una plaça, i la universitat de Montpeller 1, la sala que acull el Museu de Farmàcia Albert Ciurana.

## Obres
- E. Canals, M. Mousseron, L. Souche, P. Peyrot Sur la dépolarisation des raies Raman de quelques dérivés alicycliques, article a Bulletin de la Société Chimique de France
- Étude pharmacochimique du plâtrechirurgical Montpellier, 1916 (tesi doctoral)
- De l'action de quelques substances chimiques sur la durée de la prise du plâtre, article a 'Journal de Pharmacie et de Chimie 7-14 (1916)
- Albert Astruc, E. Canals Influence de l'alcool sur la prise du plâtre, article a Jounal de pharmacie et de chimie 7-13 (1.4.1916), p. 214
- Du role physiologique du magnésium chez les végetaux Montpellier, 1920 (tesi doctoral)
- L'Année pharmaceutique Paris: A. Maloine, 1925
- E. Canals, M. Mousseron Sur la stabilité des émulsions gommeuses d'huile, article a Bull. des Sc. Pharmacol. 5 (mai 1926)
- Albert Astruc, E. Canals Travaux des élèves du laboratoire du pharmacie galénique et industrielle, de 1919 à 1926 Montpellier : imprimerie Causse, Graille et Castelnau, 1927
- E. Canals, Hector Diacono L'Année pharmaceutique. Techniques biologiques du practicien. Fasc. I. Bactériologie-sérologie Montpellier: Impr. de Causse, Graille et Castelnau, 1929
- Louise Canals, E. Canals, J. Pons Thuès-les-Bains, notice scientfique Montpellier: Impr. de Causse, Graille et Castelnau, 1929
- Titres et travaux scientifiques d'E. Canals. Juin 1929 Montpellier: Impr. de Causse, Graille et Castelnau, 1929
- E. Canals, Hector Diacono L'Année pharmaceutique. Techniques biologiques du practicien. Fasc. II. Chimie biologique et physico-chimie biologique Montpellier, 1930
- Leçon inaugurale du Cours de physique Montpellier: impr. de Causse, Graille et Castelnau, 1930
- E. Canals, P. Peyrot Le facteur de dépolarisation de la lumière diffusée par les liquides. Son utilisation en Chimie, article a Journal de Pharmacie et de Chimie, article a 8-22 (16 Octobre 1935)
- E. Canals, S. Perrottet, P. Peyrot Sur la fluorescence des sels de quinine, article a Bulletin de la Société Chimique de France 2 (1935)
- E. Canals, P. Peyrot Techniques physiques appliquées à la chimie et à la biologie. 1re série [fiches I-VII] Gap: impr. Louis Jean, 1936
- E. Canals, M. Mousseron, R. Granger, J. Gastaud Sur le spectre Raman de quelques dérivés halogénés alicycliques, article a Bulletin de la Société Chimique de France 4 (1937)
- E. Canals, J. Gastaud Sur la dépolarisation des raies Raman, article a Bulletin de la Société Chimique de France 4 (1937)
- E. Canals, P. Vergnes Coefficient tampon des vins, article a Bulletin de la Société Chimique de France 7 (1940)
- E. Canals, Roger Marignan, S. Cordier Adsorption de quelques ions métalliques en solution très diluées II, Coefficients d'adsorption; nombre de centres actifs, article a "Annales Pharm. Fr." 8 (mai 1950) p. 368
- E. Canals, Roger Marignan, S. Cordier De l'emploi des radioisotopes en pharmacie: recherches sur les médications phosphorées et calciques, conferència a Bulletin des travaux de la société de pharmacie de Montpellier 12-2 (1952) p. 117-140
- Auguste Gagnièr, E. Canals, Jean Giroux, Jean Zucarelli Hommage au doyen Albert Astruc Montpellier: Société de pharmacie de Montpellier, 1956
- Impiego del radioisotopi in farmacia, ponència a IX Convegno culturale e professionale dei farmacisti dell'Alta Italia Pavia, 1957
- Radioisótopos y biología, extracto de las conferencias desarrolladas Barcelona: Facultad de Farmacia, 1959
- Le Collège de Girone, article a Bulletin de la Société agricole, scientifique et littéraire des Pyrénées-Orientales 25 (1960) p. 167-178